# Powiat Landeck
Powiat Landeck (niem. Bezirk Landeck) – powiat w zachodniej Austrii, w kraju związkowym Tyrol. Siedziba powiatu znajduje się w mieście Landeck.

## Geografia
Powiat leży w Alpach Centralnych, w części Alp Retyckich, w pasmach Silvretta, Verwallgruppe, Samnaungruppe i Alp Ötztalskich.
Praktycznie wszystkie miejscowości gminne i co za tym idzie ważniejsze drogi znajdują się w dolinach takich jak: Paznaun, Oberinntal, Stanzer Tal czy Kaunertal.
Powiat graniczy na zachodzie z powiatem Bludenz, na południu ze Szwajcarią (kanton Gryzonia) i Włochami (Tyrol Południowy), na wschodzie z powiatem Imst oraz na północy z powiatem Reutte.

## Podział administracyjny
Powiat podzielony jest na 30 gmin, w tym jedną gminę miejską (Stadt) oraz 29 gmin wiejskich (Gemeinde).
| Miasta 1. Landeck (7579)                  | Gminy 1. Faggen (389) 2. Fendels (283) 3. Fiss (1072) 4. Fließ (3134) 5. Flirsch (1045) 6. Galtür (791) 7. Grins (1357) 8. Ischgl (1619) 9. Kappl (2545) 10. Kaunerberg (453) 11. Kaunertal (635) 12. Kauns (535) 13. Ladis (545) 14. Nauders (1570) | 1. Pettneu am Arlberg (1474) 2. Pfunds (2605) 3. Pians (787) 4. Prutz (1877) 5. Ried im Oberinntal (1320) 6. Sankt Anton am Arlberg (2362) 7. Schönwies (1753) 8. See (1233) 9. Serfaus (1186) 10. Spiss (103) 11. Stanz bei Landeck (576) 12. Strengen (1226) 13. Tobadill (504) 14. Tösens (759) 15. Zams (3613) |
| (stan liczby mieszkańców 1 stycznia 2023) | | |